# Fifth Harmony
Fifth Harmony, thường được viết tắt là 5H, là một nhóm nhạc nữ Mỹ đến từ Miami, Florida. Nhóm được thành lập vào mùa giải thứ hai trong chương trình truyền hình The X Factor vào tháng 7 năm 2012. Hiện tại, nhóm bao gồm bốn thành viên Lauren Jauregui, Ally Brooke Hernandez, Normani Kordei và Dinah Jane Hansen (cựu thành viên Camila Cabello, người đã được công bố rời khỏi nhóm vào ngày 18 tháng 12 năm 2016). Họ đã ký một thỏa thuận chung với công ty Syco Music (thuộc sở hữu của Simon Cowell), hãng thu Epic và L.A Reid, sau khi kết thúc ở vị trí thứ ba trong chương trình. Nhóm đã tham gia và gửi 2 triệu đô la cho Prismatic World Tour cho quỹ UNICEF, số lượng đĩa bán ra lên đến 83 triệu bản. Cán mốc với Katty Perry với 81 triệu đĩa được phát hành. Về hoạt động chính trị: nhóm đã nhiều lần tham gia hoạt động bầu cử vào năm 2015, 2 lần biểu diễn tại Nhà Trắng và 3 lần biểu diễn ở sảnh Quốc tế.
Sau khi rời khỏi The X Factor, đĩa đơn đầu tay "Miss Movin' On" được phát hành và lọt vào bảng xếp hạng Billboard Hot 100 và được chứng nhận vàng của Hiệp hội Công nghiệp ghi âm Mỹ (RIAA). Fifth Harmony thắng giải "Nghệ sĩ đáng xem" tại MTV Video Music Awards năm 2014. EP đầu tay của họ, Better Together được phát hành vào năm 2013 với vị trí thứ 6 trong tuần đầu tiên trên bảng xếp hạng Billboard 200. Nhóm đã phát hành studio album đầu tay, Reflection vào năm 2015 và đạt vị trí thứ 5 trên bảng xếp hạng Billboard 200 và được chứng nhận vàng của Hiệp hội Công nghiệp ghi âm Mỹ (RIAA). Album cũng bao gồm các đĩa đơn được chứng nhận bạch kim "Boss", "Sledgehammer" và "Worth It". Riêng đĩa đơn "Worth It" sau này đạt được ba chứng nhận đĩa bạch kim tại Hoa Kỳ và lọt vào top 10 trong các bảng xếp hạng tại mười ba quốc gia. "Work from Home", đĩa đơn chính từ album thứ hai của họ 7/27 phát hành năm 2016, đã trở thành đĩa đơn đầu tiên của một nhóm nhạc nằm nhóm top 10 đĩa đơn trên bảng xếp hạng Billboard Hot 100 và là đĩa đơn đầu tiên nằm trong top 5 bởi một nhóm nhạc nữ trong một thập kỷ.
Với 10 triệu bản bán ra (bao gồm đĩa thu và các sản phẩm trực tuyến) tại Hoa Kỳ, Fifth Harmony đã nổi lên như là các cựu thí sinh thành công nhất từ chương trình The X Factor. và số tiền mà nhóm kiếm được là 137,3 triệu đô $.

## Sự nghiệp

### 2012:The X Factor
Fifth Harmony gồm 5 ca sĩ solo thành công trong vòng thi thử giọng ở mùa thứ hai của The X Factor năm 2012, nhưng thất bại ở vòng tiếp theo. Ngày 27 tháng 7 năm 2012, họ được thành lập như một nhóm bởi Simon Cowell và Demi Lovato. Ban đầu, tên của nhóm là "LYLAS" (viết tắt của Love You Like a Sister), nhưng một nhóm khác cũng có tên "The Lylas" (trong đó bao gồm bốn chị em của Bruno Mars) tuyên bố rằng chương trình đã đánh cắp tên của họ. Sau đó, LYLAS đổi tên thành 1432 (viết tắt của I Love You Too), được công bố trong live show đầu tiên vào ngày 31 tháng 10 năm 2012, trong đó 1432 trình diễn bài hát We Are Never Ever Getting Back Together của Taylor Swift. Simon Cowell và LA Reid đã phê bình tên mới, và Cowell đề nghị nhóm đổi tên một lần nữa. Trong live show công bố kết quả đầu tiên ngày 1 tháng 11 năm 2012, 1432 trình diễn Skyscraper của Demi Lovato trong màn đối đầu với nhóm Sister C. Cowell quyết định chọn 1432 vào Top 12 và ông tuyên bố rằng họ sẽ được đổi tên bởi những người xem trực tuyến. Tên nhóm được lựa chọn bởi công chúng đã được công bố: "Fifth Harmony".

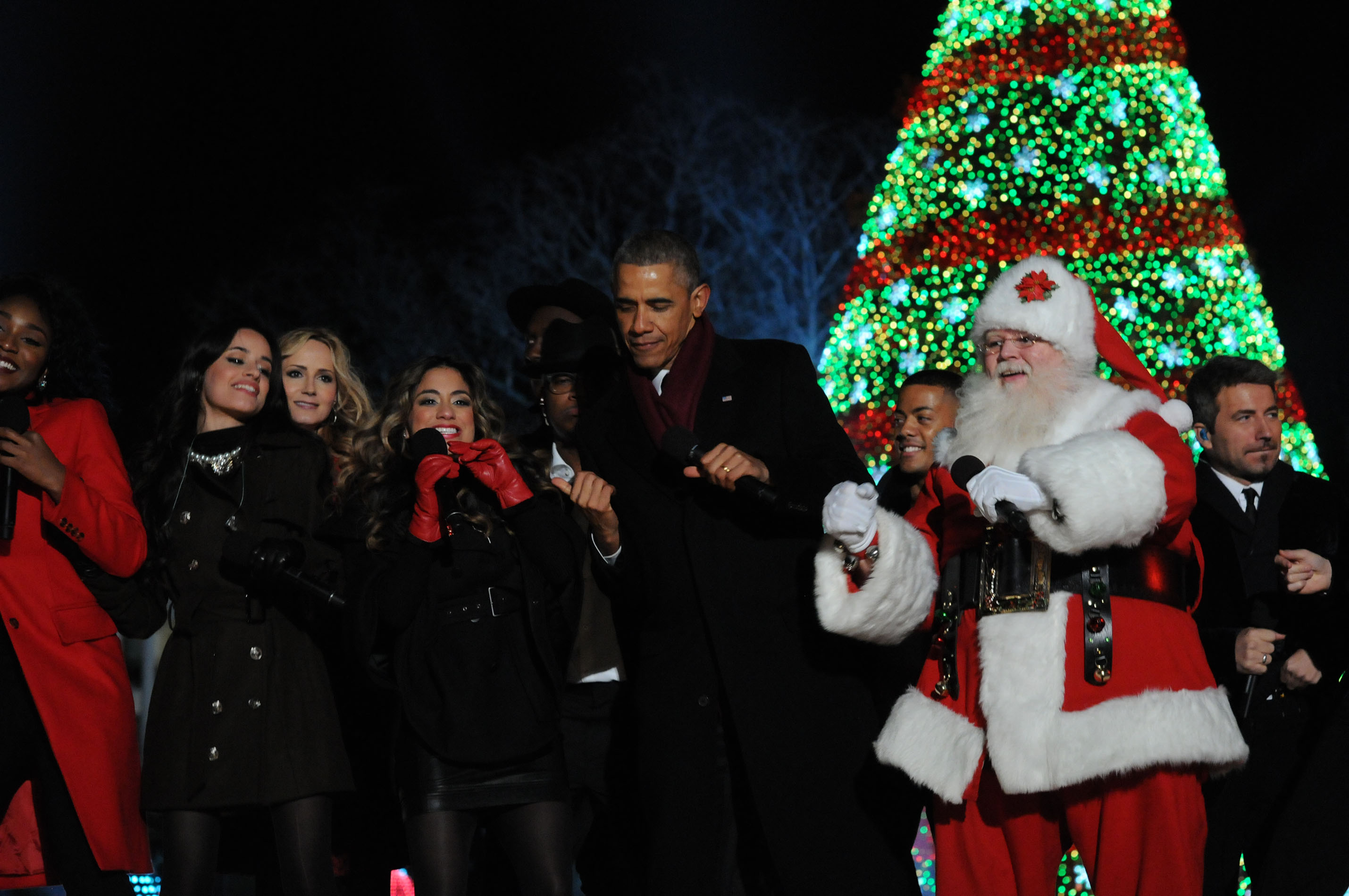
Nhóm Fifth Harmony cùng vợ chồng Tổng thống Mỹ Barack Obama trong một đêm diễn mừng Giáng Sinh.

Trong vòng bán kết của chương trình, họ trình diễn bài hát của Ellie Goulding Anything Could Happen và Impossible của Shontelle (lần thứ hai trong cuộc thi). Phần trình diễn Anything Could Happen là "một màn trình diễn chung kết tầm cỡ" theo LA Reid, và được Britney Spears mô tả là "kỳ diệu". Phần trình diễn Impossible nhận được đánh giá chủ yếu là tiêu cực từ ban giám khảo vì trước đây nhóm đã từng biểu diễn bài hát tại nhà của Simon Cowell (mặc dù không phải trên sân khấu The X Factor). Ba thành viên Lauren, Camila và Ally đã hát bài hát trôi chảy bằng tiếng Tây Ban Nha. Trong các đêm công bố kết quả bình chọn công khai tiếp theo, Fifth Harmony tiến đến trận chung kết 3 cùng với Tate Stevens và Carly Rose Sonenclar. Trong live show chung kết, Fifth Harmony trình diễn bài hát của Ellie Goulding Anything Could Happen lần thứ hai. Bài hát thứ hai của họ, Give Your Heart A Break là một bản song ca với giám khảo Demi Lovato. Bài hát cuối cùng của họ trong đêm là Let It Be của The Beatles. Sau vòng đầu tiên của trận chung kết họ không nhận được đủ số phiếu từ công chúng để tiến vào Top 2, và họ kết thúc ở vị trí thứ 3 vào ngày 20 tháng 10 năm 2012.

### 2013–14:Better Together
Khoảng một tháng sau đêm chung kết của X Factor mùa 2, ngày 14 tháng 1 năm 2013, Fifth Harmony được bình chọn là "Siêu sao nhạc Pop tiếp theo của năm 2013" bởi tạp chí Popdust. Họ bắt đầu thu âm những bản cover bài hát và tải lên YouTube. Ba trong số các bản cover nhận được lời khen ngợi từ các nghệ sĩ của bản gốc, cụ thể là Ed Sheeran, Ariana Grande và Mikky Ekko. Fifth Harmony cũng đã được giới thiệu trong EP Cover Collaborations, Volume 2 năm 2013 của Boyce Avenue cover bài hát Mirrors của Justin Timberlake và When I Was Your Man của Bruno Mars.
EP đầu tay của nhóm, Better Together được phát hành ngày 22 tháng 10, đạt vị trí thứ 6 trên bảng xếp hạng Billboard 200, bán 28.000 bản trong tuần đầu tiên. EP cũng đạt vị trí thứ 3 tại bảng xếp hạng Billboard Digital Album. Phiên bản tiếng Tây Ban Nha của EP, Juntos và Juntos Acoustic được phát hành ngày 08 tháng 11, đạt vị trí thứ 2 và 12 trên bảng xếp hạng Billboard Top Latin Albums. Đĩa đơn chính của EP, Miss Movin 'On đạt vị trí 76 trên Billboard Hot 100, trở thành đĩa đơn xếp hạng cao nhất từ một thí sinh The X Factor. Ngoài ra, ca khúc Miss Movin 'On đã lọt vào bảng xếp hạng Billboard Streaming Songs ở vị trí thứ 45 và thứ 4 trên Billboard Heatseekers Songs. Bài hát đã được chứng nhận vàng, bán 500.000 tải về. Miss Movin 'On đã được đề cử giải thưởng Teen Choice Award cho "Choice Break-Up Song". Đĩa đơn kèm của EP, Me & My Girls ở vị trí 17 trên Billboard Heatseekers Songs và vị trí 53 trên Hot Digital Songs. Ca khúc Me & My Girls đã thắng Radio Disney Music Award cho giải "Best Song to Rock Out to With Your BFFs".
Trong suốt tháng 7 và tháng 8 năm 2013, Fifth Harmony trình diễn tại các trung tâm mua sắm trên khắp nước Mỹ trong một chuyến lưu diễn mang tên Harmonize America. Ngày 05 tháng 8 năm 2013, nhóm tổ chức kỷ niệm một năm của họ bằng cách thực hiện 5 show ở Thành phố New York. Các buổi hòa nhạc pop-up trên toàn thành phố bao gồm các buổi biểu diễn tại nhà hát iHeartRadio và Madison Square Park. Nhóm là một trong những nghệ sĩ mở màn cho tour diễn I Wish Tour của Cher Lloyd bắt đầu vào ngày 06 tháng 9 năm 2013. Vào ngày 11 tháng 9 năm 2013, nhóm tiết lộ rằng họ sẽ có tour diễn được quảng bá rầm rộ đầu tiên mang tên Fifth Harmony 2013, diễn ra ở Canada và Mỹ. Mở màn cho họ là ban nhạc indie pop AJR. Fifth Harmony xuất hiện tại Teen Choice Awards năm 2013 cùng với Demi Lovato để trao tặng giải "Acuvue Inspire Award" cho Nick Jonas. Vào ngày 24 tháng 11, họ biểu diễn Better Together trên thảm đỏ tại American Music Awards 2013.
Demi Lovato tiết lộ trên On Air with Ryan Seacrest ngày 30 tháng 9 năm 2013 rằng Fifth Harmony là một trong hai hoạt động mở màn cho cô tour diễn Neon Lights Tour của cô, diễn ra ở 27 đấu trường trên khắp Bắc Mỹ. Ngày 23 tháng 1 năm 2014, Fifth Harmony được quảng bá tại buổi hòa nhạc Artists To Watch của MTV, một buổi hòa nhạc thường niên giới thiệu các nghệ sĩ đột phá sẽ được khuyến khích bởi MTV trong năm. Buổi hòa nhạc cũng có sự biểu diễn của Tori Kelly, Rixton, Echosmith và Jake Miller.

### 2014-2016:Reflection
Trong đầu năm 2014, Fifth Harmony xác nhận rằng đã bắt đầu ghi âm cho album đầu tay của họ với nhà sản xuất Julian Bunetta, Daylight, Joe London và nhạc công-nhạc sĩ Ricky Reed. Nhóm tuyên bố album là ít nhạc pop, "nhịp nhàng hơn" và âm nhạc trưởng thành hơn Better Together. Tour diễn thứ tư của Fifth Harmony đã được tiết lộ vào cuối tháng 3 năm 2014, mang tên Fifth Times a Charm Tour, diễn ra tại Puerto Rico và Mỹ. Billboard thông báo rằng một đại diện từ Epic Records xác nhận việc phát hành album đã được chuyển từ ngày 16 tháng 12 năm 2014 đến 27 tháng 1 năm 2015. Album đầu tay của họ, Reflection được phát hành vào ngày 03 tháng 2 năm 2015. Sau một tuần bán ra, Reflection bước vào bàng xếp hạng Billboard 200 ở vị trí thứ 5 với 80.000 bản (62.000 bản album truyền thống). Đĩa đơn của album, BO$$ phát hành vào ngày 07 tháng 7 năm 2014, đạt vị trí 43 trên Billboard Hot 100 với doanh số bán 75.000 bản trong tuần đầu tiên, trở thành bài hát có thứ hạng cao nhất trên bảng xếp hạng của nhóm cũng như bài hát có doanh số bán cao nhất trong tuần đầu tiên, vào thời điểm đó. Bài hát xếp ở vị trí thứ 37 trên Billboard Mainstream Top 40, cũng như ở các nước khác như vị trí 75 trên Canadian Hot 100. BO$$ đã nhận được một chứng nhận đĩa Bạch kim bởi Hiệp hội Công nghiệp ghi âm Mỹ (RIAA) với một triệu lượt tải về. Đĩa đơn thứ hai từ Reflection, một sáng tác của Meghan Trainor, Sledgehammer đã trở thành đĩa đơn đầu tiên của Fifth Harmony lọt Top 40 trên bảng xếp hạng Billboard Hot 100, và là single có thứ hạng cao nhất của nhóm trên bảng xếp hạng Mainstream Top 40 ở vị trí 21. Sledgehammer cũng trở thành đĩa đơn có thứ hạng cao nhất của nhóm ở Canada vào thời điểm đó,ở vị trí 63 trên Canadian Hot 100. Ngày 26 tháng 6 năm 2015, Sledgehammer được chứng nhận đĩa bạch kim bởi RIAA. Đĩa đơn thứ ba từ album, Worth It, với rapper người Mỹ Kid Ink, đạt vị trí thứ 12 trên bảng xếp hạng Billboard Hot 100. Vào ngày 26 tháng 8 năm 2015, Worth It được chứng nhận hai đĩa bạch kim bởi RIAA. Worth It trở thành ca khúc nổi tiếng quốc tế đầu tiên của nhóm, nằm trong Top 10 của các bảng xếp hạng tại Anh, Scotland, Hy Lạp, Lebanon, Israel, và Luxembourg. Reflection nằm trong danh sách "Những album hay nhất 2015 cho đến nay" của cả hai tạp chí Rolling Stone và tạp chí Complex. Album được hỗ trợ bởi tour diễn lớn đầu tiên của nhóm, Reflection Tour. Tour diễn bắt đầu vào ngày 27 tháng 2 năm 2015, tại San Francisco và kết thúc vào ngày 27 tháng 3 năm 2015 tại Philadelphia. Jasmine V, Jacob Whitesides và Mahogany Lox là nghệ sĩ mở màn. The Reflection: Summer Tour được công bố vào ngày 24 tháng 4 năm 2015. Tour diễn bắt đầu vào ngày 15 tháng 7 và sẽ kết thúc vào ngày 15 tháng 9. Bea Miller, Debby Ryan và Natalie La Rose là nghệ sĩ mở màn.
Ngày 28 tháng 10 năm 2014, nhóm đã xuất hiện như khách mời trong Faking It của MTV, tập phim The Ecstasy and the Agony trình diễn ca khúc cover trong đĩa đơn You Got It (The Right Stuff) năm 1988 của nhóm New Kids On The Block. Vào ngày 4 tháng 12 năm 2014, họ được mời hát tại Nhà Trắng cho chương trình National Christmas Tree Lighting, nơi họ biểu diễn một ca khúc cover All I Want for Christmas Is You của Mariah Carey. Fifth Harmony trở lại Nhà Trắng vào ngày 6 tháng 4 năm 2015 để trình diễn tại White House Easter Egg Roll, được tổ chức hàng năm. Fifth Harmony được lên kế hoạch để trình diễn trên Billboard Music Awards nhưng do một số vấn đề, họ chỉ hiện diện trên sân khấu. Họ đã biểu diễn Worth It tại đêm chung kết Dancing with the Stars và cũng trình diễn ca khúc trong lần xuất hiện đầu tiên trên Jimmy Kimmel Live vào 18 tháng 6, năm 2015. Ngày 16 tháng 6 năm 2015 nhóm tiết lộ rằng họ đã thu âm một bài hát có tựa đề I'm In Love With A Monster cho bộ phim Hotel Transylvania 2. Ca khúc được làm nổi trong đoạn trailer cho bộ phim, và sẽ được nghe thấy trong phim, được dự đoán công chiếu vào ngày 25 tháng 9 năm 2015.

### 2016-nay:7/27

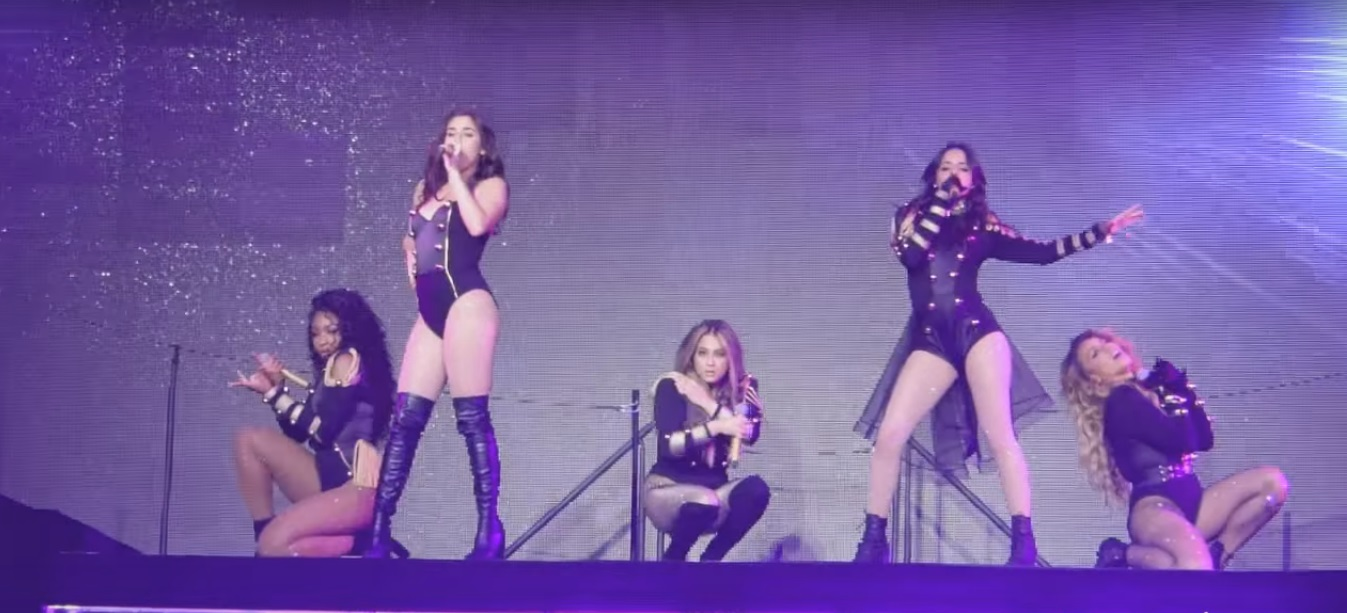
Fifth Harmony trong chuyến lưu diễn "7/27" năm 2016

Ngày 25 tháng 2 năm 2016, nhóm thông báo sẽ phát hành album phòng thu thứ 2 mang tên 7/27 vào ngày 27/5/2016. Tên album được đặt theo ngày nhóm được thành lập trong chương trình truyền hình The X Factor. Đĩa đơn chính của 7/27 là "Work from Home", hát cùng với rapper người Mỹ Ty Dolla Sign được phát hành vào kèm với MV vào ngày 26/2/2016. Bài hát nhận được nhiều phản ứng tích cực và là đĩa đơn thành công nhất của nhóm (đạt vị trí số 7 trong bảng xếp hạng Billboard Hot 100) và đạt top 10 trong 18 nước. Vài ngày sau đó, nhóm phát hành promo single The Life. Ngày 6/5/2016, Fifth Harmony phát hành promo single thứ 2 trong album 7/27 là Write On Me đi kèm với MV. The 7/27 Tour cũng sẽ bắt đầu vào ngày 22/6/2016 tại thành phố Lima, Peru.
Họ đã biểu diễn ba single thứ "That's My Girl" tại lễ trao giải Giải thưởng âm nhạc Mỹ và thắng giải 'Hợp tác của năm' hạng mục cho ca khúc "Work from Home". Tiết mục biểu diễn cuối cùng bao gồm đầy đủ 5 thành viên của năm 2016 tại Dick Clark's New Year's Rockin' Eve với các ca khúc "Worth It", "Work from Home" và "That's My Girl". Nhóm nhạc Fifth Harmony biểu diễn trong một chương trình của Jimmy Kimmel.
Ngày 18 tháng 12 năm 2016, nhóm đã thông báo rằng thành viên Cabello đã rời nhóm, Vào ngày 18 tháng 1 năm 2017, nhóm đã xuất hiện lần đầu tiên với bốn thành viên, tại lễ trao giải People's Choice Awards lần thứ 43. Tại đây, họ biểu diễn "Work from Home", và tiếp tục giành chiến thắng giải thưởng "Nhóm nhạc được yêu thích" cho năm thứ hai liên tiếp.
Ngày 20 tháng 3 năm 2018, Fifth Harmony chính thức tan rã, kết thúc 6 năm hoạt động đầy vinh quang.

## Nghệ thuật
Fifth Harmony trích dẫn Demi Lovato, Mariah Carey, Whitney Houston, the Spice Girls và Destiny's Child là những nghệ sĩ có ảnh hưởng đến họ. Họ cũng xem các nghệ sĩ solo như Beyoncé, Alicia Keys, Christina Aguiler, Celia Cruz, Alejandro Fernandez, và Leona Lewis là nguồn cảm hứng âm nhạc.
Dòng nhạc chính của Fifth Harmony là R&B và pop. Họ đã mô tả âm nhạc của họ là có "cảm giác retro". Mỗi thành viên đều có một loại giọng khác nhau. Lauren có giọng khói và khàn, mang lại cảm giác khốc liệt và "hương vị nóng nảy", Camila có chất giọng độc đáo mang lại cho nhóm một "góc thô", Normani có một phong cách thanh nhạc blues đến từ nguồn gốc của cô là một ca sĩ phúc âm, Ally có âm vực "mạnh mẽ" trong đó có năng lượng sôi động và Dinah được so sánh với Beyoncé và Alicia Keys.

## Cựu thành viên

### Danh sách

#### Lauren Jauregui

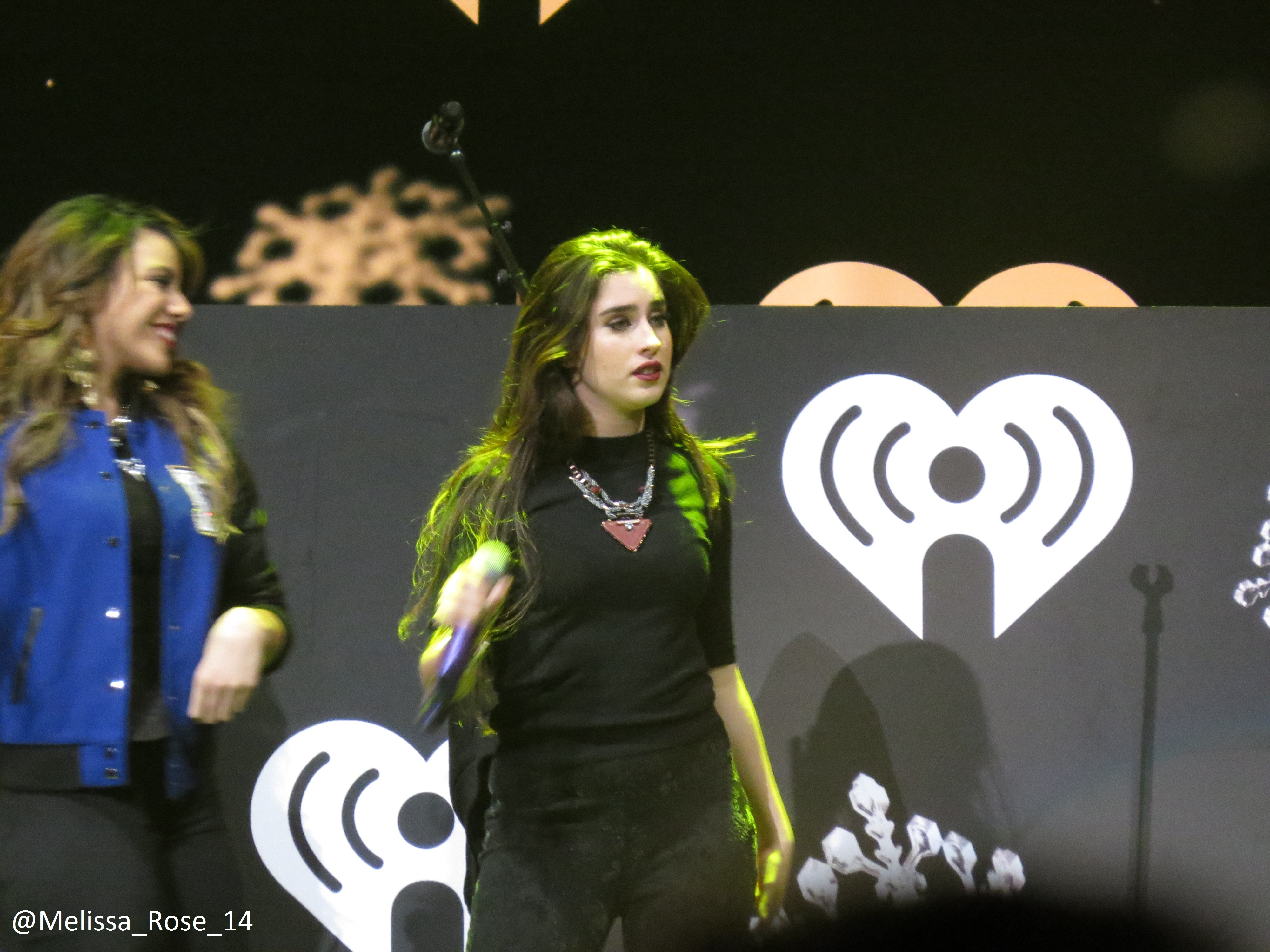
Thành viên Lauren Jauregui trong chương trình FLZ Jingle Ball Tampa tại Florida năm 2013

Lauren Michelle Jauregui sinh ở Miami, Florida vào ngày 27 tháng 6 năm 1996. Cha mẹ là Michael Jauregui và Clara Jauregui. Cô có hai anh chị em; Taylor và Chris Jauregui. Lauren là người Mỹ gốc Cuba và cô tự hào về nguồn gốc Latinh của mình. Cô trích dẫn Lana Del Rey, Justin Timberlake, Paramore, The Script, Beyoncé, Alicia Keys, và Christina Aguilera như những nghệ sĩ có ảnh hưởng và truyền cảm hứng. Cô đã theo học tại Carrollton School of the Sacred Heart từ khi học lớp 7.
Jauregui thử giọng cho The X Factor tại Greensboro, Bắc Carolina với bài hát "If I Ain't Got You" của Alicia Keys. Cô đã nhận được bốn sự đồng ý từ tất cả ban giám khảo và được bước sang vòng tiếp theo. Demi Lovato đã thực sự ấn tượng bởi Jauregui vì cô có một giọng hoàn hảo ở tuổi 16. Phần thử giọng của Jauregui có hơn bốn triệu lượt xem trên YouTube.

#### Ally Brooke

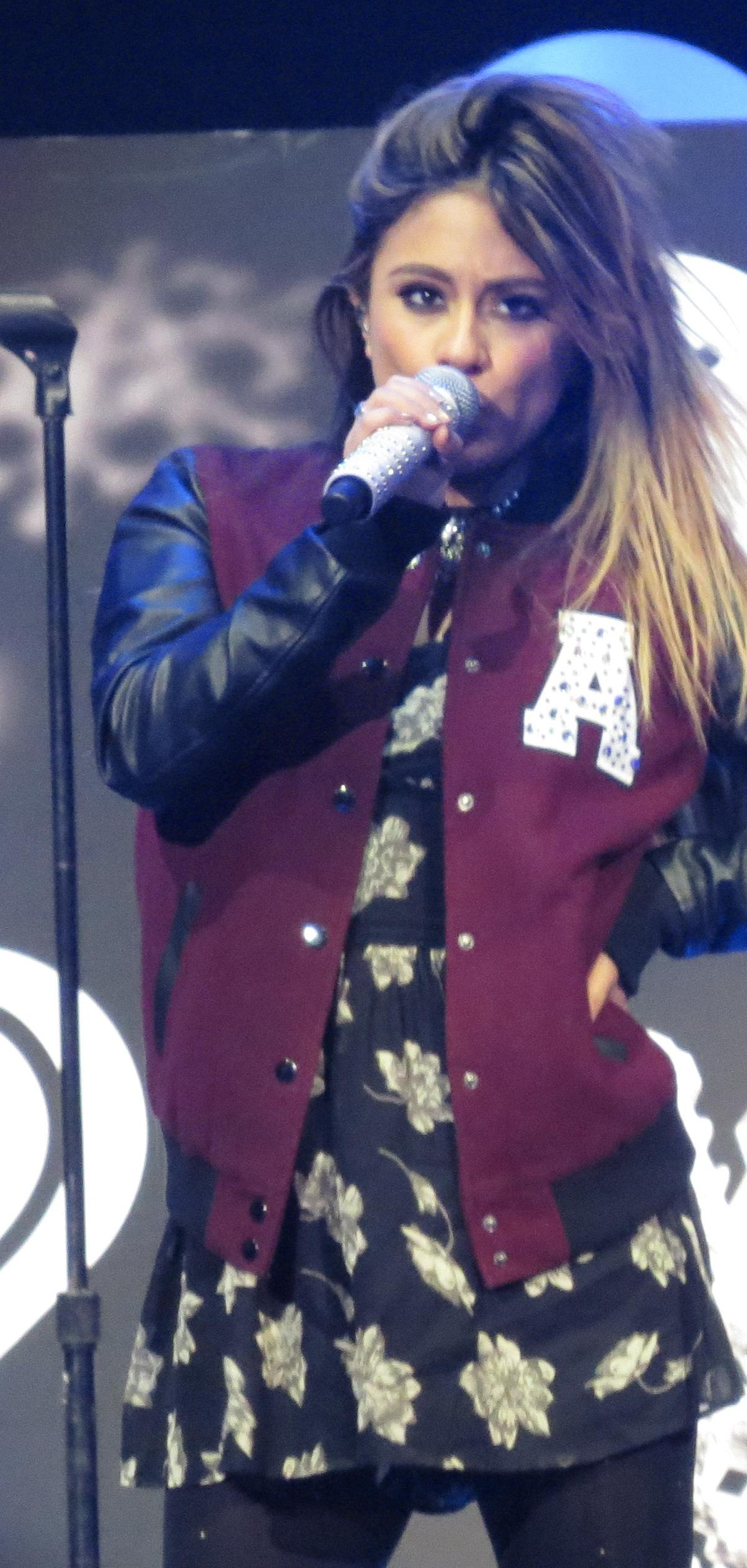
Thành viên Ally Brooke

Allyson Brooke Hernandez sinh ra ở San Antonio, Texas vào ngày 7 tháng 7 năm 1993. Cha mẹ là Jerry và Patricia Hernandez. Mẹ của Hernandez bị vẹo cột sống và cô đã nói về các cuộc đấu tranh của căn bệnh này và làm thế nào mẹ cô đã cho thấy "sức mạnh to lớn". Đầu năm 2015, người hâm mộ Fifth Harmony quyết định khởi xướng một chương trình GoFundMe để quyên góp tiền giúp đỡ chi phí y tế cho mẹ của Hernandez. Ally có một anh trai tên Brandon. Cô là người gốc Mexico.
Ally thử giọng cho chương trình X Factor tại Austin, Texas. Cô hát một ca khúc của ca sĩ pop đương đại Jaci Velasquez. Trong một tường thuật mùa giải thứ hai X Factor, Huffington Post nhấn mạnh phần thử giọng của Ally là một trong những điểm nổi bật của mùa giải, rằng "đó là một phần trình diễn yên tĩnh nhưng được kiểm soát, làm nổi bật một số âm nốt duyên dáng đáng kinh ngạc"., ảnh hưởng lớn nhất đến âm nhạc của cô là nghệ sĩ Tejano Selena.

#### Normani Kordei

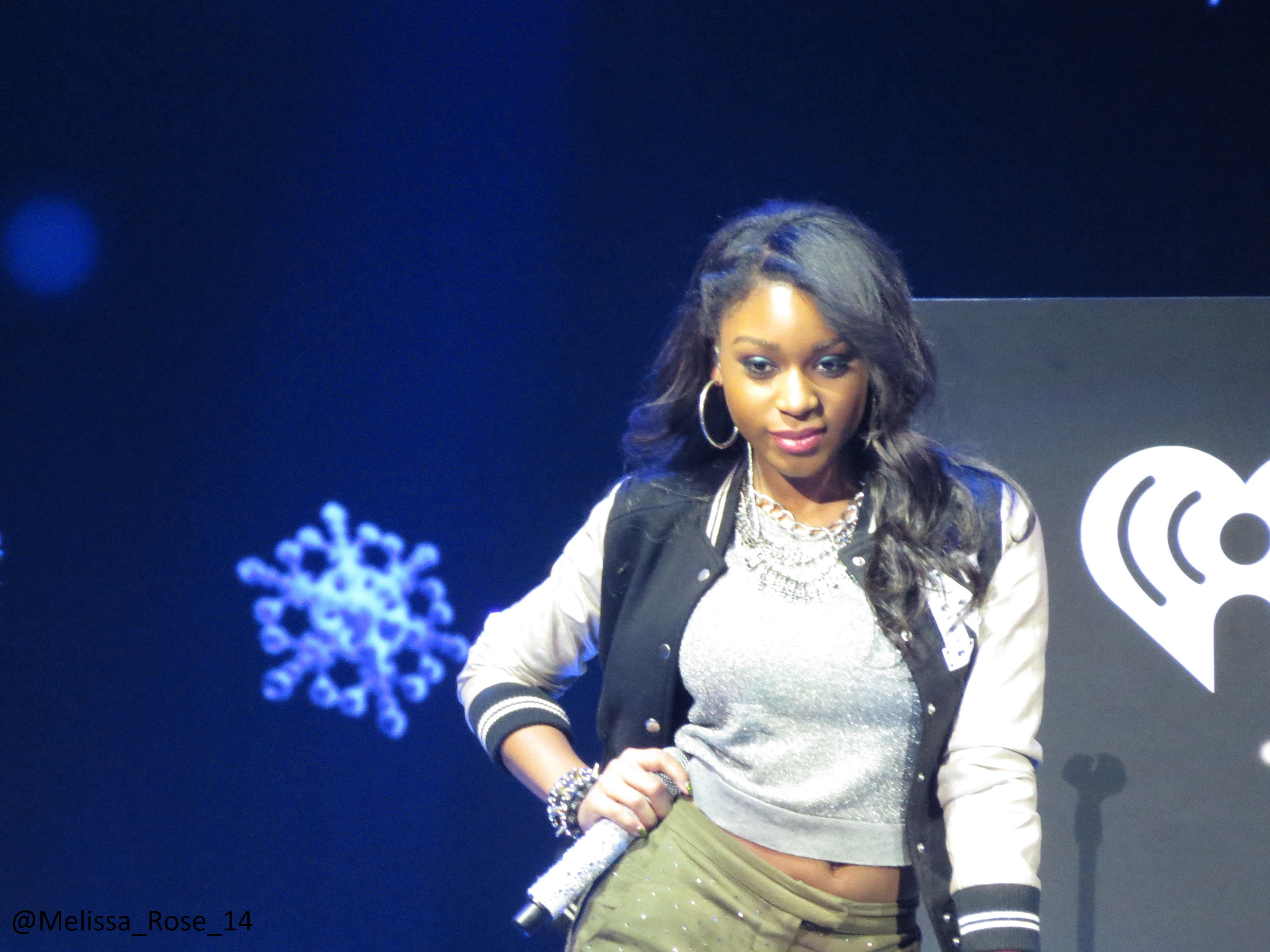
Thành viên Normani Kordei

Normani Kordei Hamilton đã được sinh ra tại Atlanta, Georgia vào ngày 31 tháng 5 năm 1996. Cô đã trải qua những năm đầu đời của mình tại New Orleans, và gia đình cô chuyển tới Houston, Texas sau cơn bão Katrina năm 2005. Normani ghi đĩa đơn đầu tiên của riêng mình ở tuổi 13. Cô đã có một vai nhỏ trong bộ phim HBO Treme. Cô xem nữ ca sĩ người Mỹ Beyoncé như ảnh hưởng của nghệ thuật chính của mình.hội tổ chức hoạt động từ thiện và người có mặt trong đại hội UNICEF. Qua nhiều lần bầu cử cô đã được chọn. Tuy đứng ở hạng 15 nhưng cô đã cùng các thành viên trong đoàn làm nổi bật chính mình và đoàn năm 2016, đến nay cô đã đi nhiều nước để giúp quỹ từ thiện.

#### Dinah Jane

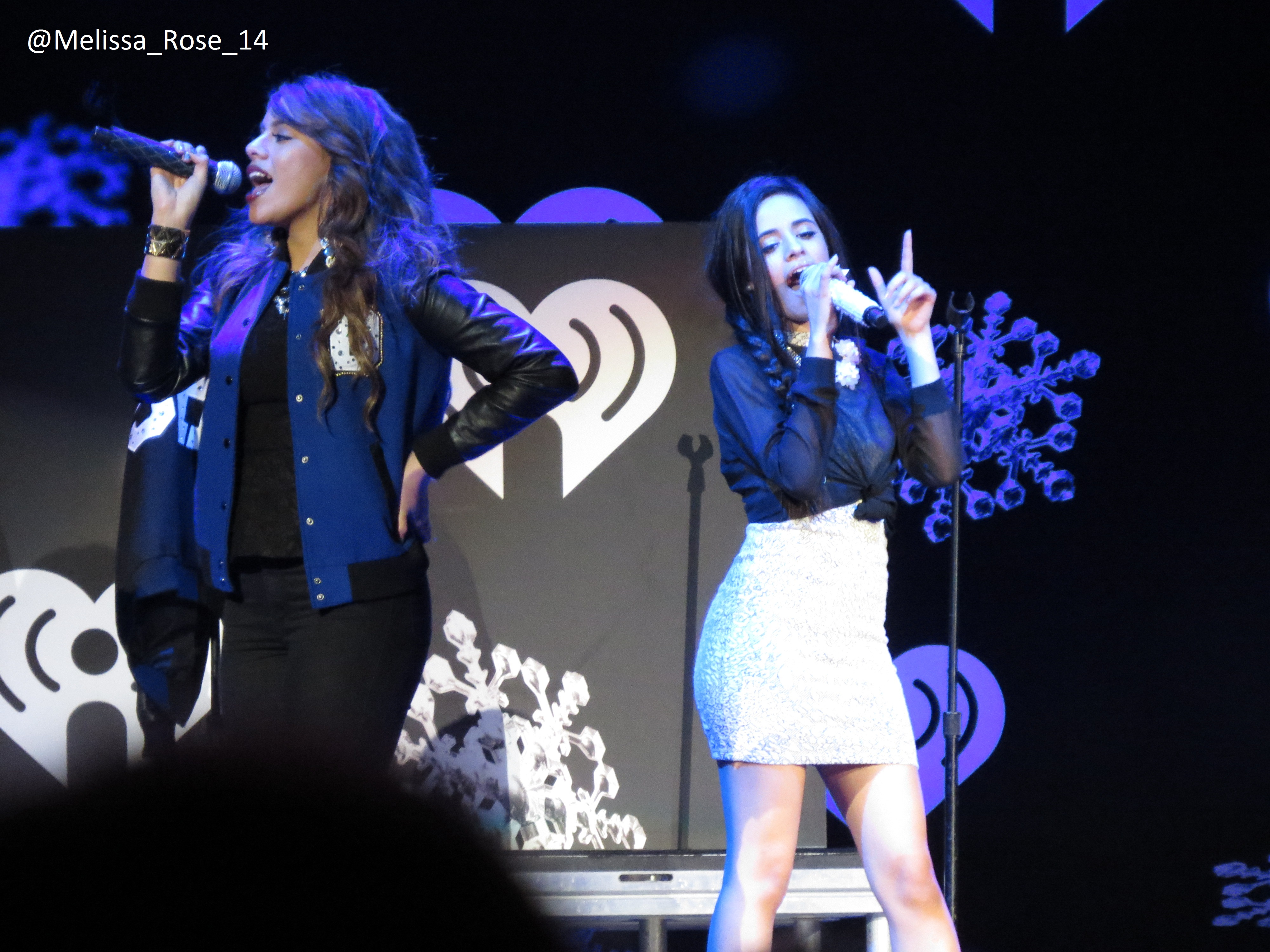
Thành viên Dinah Jane (bên trái)

Dinah Jane Hansen được sinh ra tại Santa Ana, California vào ngày 22 tháng 6 năm 1997, bởi cha mẹ là Gordon và Milika Fot'aika. Cô là con cả trong gia đình gồm sáu anh chị em. Cô ấy là người gốc Polynesia, Tonga và Đan Mạch. Hansen đã thử giọng cho The X Factor hát "If I Were a Boy" của Beyoncé. Cô trích dẫn Ciara, Beyoncé, Leona Lewis, Mariah Carey và Etta James như những nghệ sĩ có ảnh hưởng đến âm nhạc của cô.
Trong năm 2015, Hansen đã thử giọng cho vai nhân vật chính trong bộ phim Moana của hãng Disney. Nhưng vai diễn cuối cùng đã được giao cho Auli'i Cravalho.

#### Camila Cabello

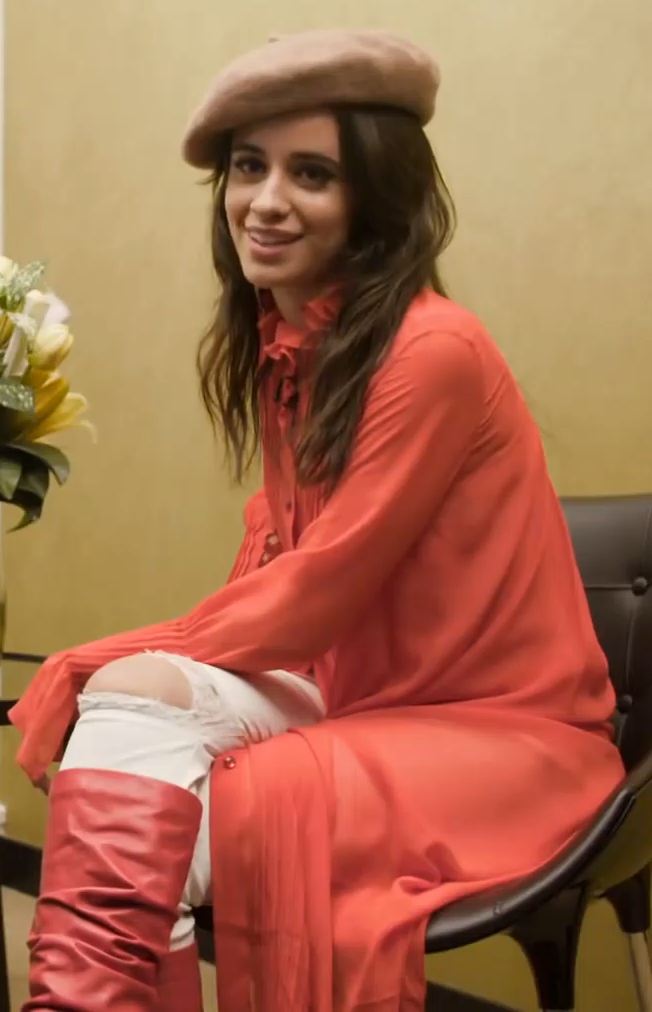
Camila Cabello năm 2017

Karla Camila Cabello sinh ra ở Cuba vào ngày 3 tháng 3 năm 1997. Cha mẹ là Alejandro và Sinuhe Cabello. Cô có một em gái là Sofia. Cô là gốc Mexico và Cuba. Do khoảng thời gian lúc 5 tuổi, Cabello đã sống ở Havana và Mexico trước khi chuyển nơi ở đến Miami, Florida. Cô lớn lên với âm nhạc của những nghệ sĩ Tây Ban Nha như Celia Cruz và Alejandro Fernandez.
Cabello thử giọng cho The X Factor ở Bắc Carolina. Lần đầu cô thử giọng trước các nhà sản xuất (vòng loại trước khi được chọn thử giọng trước ban giám khảo) và nhận được cuộc gọi rằng cô sẽ thử giọng trước ban giám khảo như một sự thay thế, nếu sau khi vòng thử giọng chính thức của chương trình kết thúc, cô sẽ có thể đến thử giọng nếu họ còn thời gian. Sau buổi diễn, các nhà sản xuất nói với Cabello rằng họ không còn thời gian, sau đó cô đã đến gặp Simon Cowell và hỏi ông liệu cô có thể thử giọng và ông nói có. Sau phần thi, cô nhận sự đồng ý từ tất cả bốn giám khảo và được bước sang vòng tiếp theo.

## Danh sách đĩa nhạc

### Album phòng thu
- Reflection (2015)
- 7/27 (2016)
- Fifth Harmony (2017)